# سیرا کاراپه
سیرا کاراپه (Sierra Carapé) یا سیرا د کاراپه یک رشته تپه واقع در بخش مالدونادو در جنوب اروگوئه است. این رشته از غرب به شرق از بخش مالدونادو عبور کرده و وارد بخش روچا می‌شود.

## مرزبندی محلی
این تپه‌زار مرز بین بخش‌های لاوالخا و مالدونادو در جنوب شرقی اروگوئه را تشکیل می‌دهد. این رشته‌تپه‌ها بخشی از یک رشتهٔ بزرگتر به نام کوچیلا گرانده را تشکیل می‌دهد.

## مرتفع‌ترین نقطه اروگوئه
این تپه‌زار بلندترین نقطه کشور اروگوئه یعنی سرو کاتدرال با ۵۱۳٫۶۶ متر ارتفاع را در خود جای داده‌است.